# Purple and Brown
Purple and Brown je modelínová animace vysílaná na televizním kanálu Nickelodeon v letech 2005–2008. Krátké příběhy vyprávějí o dvou modelínových hrudkách - jedna je fialová (anglicky: Purple) a jedna hnědá (anglicky: Brown) - přátelích, kteří se dostávají do nesmyslných situací. Navzdory jakékoli nesnázi, duo si nemůže pomoci a směje se hlubokým, typickým smíchem, k čemuž se často připojují i ostatní postavy. Purple and Brown jsou animováni studiem Aardman, které je nejznámější pro animování Wallace a Gromita. Zápletky jsou vymýšleny a režírovány Richem Webberem, a upravovány Mikem Percivalem, kteří také poskytují postavám hlasy. Purple and Brown neumějí mluvit, občas nesmyslně žvatlají - stejně tak i ostatní postavy.

## Epizody
1. Snowman (2005) - 15 sekund
2. Spaghetti (2005) - 19 sekund
3. Weewee (2005) - 21 sekund
4. Irish Jig (2005) - 54 sekund
5. Seagull (2005) - 22 sekund
6. Christmas (2005) - 59 sekund
7. Big Green Thing (2006) - 62 sekund
8. Alien 2 (2006) - 11 sekund
9. Magic Ball (2006)
10. Beardly (2007) - 11 sekund
11. Sleep (2007) - 62 sekund
12. Balloon (2007) - 22 sekund
13. Hammer (2007) - 11 sekund
14. Beach Ball (2007) - 12 sekund
15. Color (2008) - 7 sekund
16. Sun Screen (2008) - 9 sekund
17. Paint (2008) - 11 sekund

## Oceněno
- BAFTA award (2006) za nejlepší dětský krátký film